# أغريا
أغريا (Αγριά) هي مدينة في ماغنيسيا في مقاطعة فوريا إلادا في اليونان.
يبلغ عدد سكانها حوالي 5491 نسمة.

## أعلام
- فانجيليس